# Тейлор, Ричард Эдвард
Ричард Эдвард Те́йлор (англ. Richard Edward Taylor; 2 ноября 1929, Медисин-Хат, Альберта, Канада — 22 февраля 2018, Станфорд, штат Калифорния, США) — канадский физик, лауреат Нобелевской премии по физике 1990 года «за пионерские исследования глубоконеупругого рассеяния электронов на протонах и связанных нейтронах, существенно важных для разработки кварковой модели в физике частиц», совместно с Джеромом Фридманом и Генри Кендаллом.
Член Лондонского королевского общества (1997), иностранный член Национальной академии наук США (1993).